# Fritz Kaldenbach
Fritz Kaldenbach (* 11. August 1887 in Burtscheid; † 20. Oktober 1918 in Berlin) war ein deutscher Architekt und Grafiker.

## Leben
Kaldenbach besuchte ab 1904 die Kunstgewerbeschule Düsseldorf unter der Leitung von Peter Behrens; dort studierte er unter anderem Gebrauchsgrafik bei J. L. M. Lauweriks. 1908 wurde er bei Fritz Helmuth Ehmcke angestellt. Gemeinsam mit seinem Schulfreund Louis Ziercke gestaltete er in dieser Zeit Veröffentlichungen der 1903 gegründeten Vereinigung Ring, in der sich Lehrer, Schüler und Absolventen der Kunstgewerbeschule engagierten.
Anfang 1909 gründeten beide in Godesberg ein Büro (F. Kaldenbach & L. Ziercke – Atelier für Architektur, Godesberg a/Rh.). Von Oktober 1908 bis August 1909 wurden sechs Themenhefte der Zeitschrift Ring – Zeitschrift für künstlerische Kultur produziert; auch entstanden Buchillustrationen im Jugendstil. Aus Auftragsmangel wurde das Büro jedoch 1910 wieder geschlossen und Kaldenbach zog nach Münster, um dort als Architekt tätig zu werden. Später arbeitete er im Büro von Walter Gropius und Adolf Meyer.
Fritz Kaldenbach starb 1918 an der Spanischen Grippe.
Seine Entwürfe weisen ihn als Vordenker der expressionistischen Architektur und der Klassischen Moderne aus.
Der zeichnerische Nachlass Kaldenbachs umfasst insgesamt 247 Blätter. Ein Teil davon befindet sich im Karl-Ernst-Osthaus-Archiv beim Osthaus Museum Hagen, weiteres Material war bis mindestens 1995 bei der Tochter Kaldenbachs vorhanden. Außerdem werden einzelne Arbeiten in Museen in München, Krefeld und Berlin aufbewahrt.

## Bauten
- vor 1918: Neubauten der Mühlenbauanstalt und Maschinenfabrik vorm. Gebr. Seck AG in Dresden (in Zusammenarbeit mit der Stahlbaufirma Breest & Co.)[3]